# 毛恩岑魏爾湖

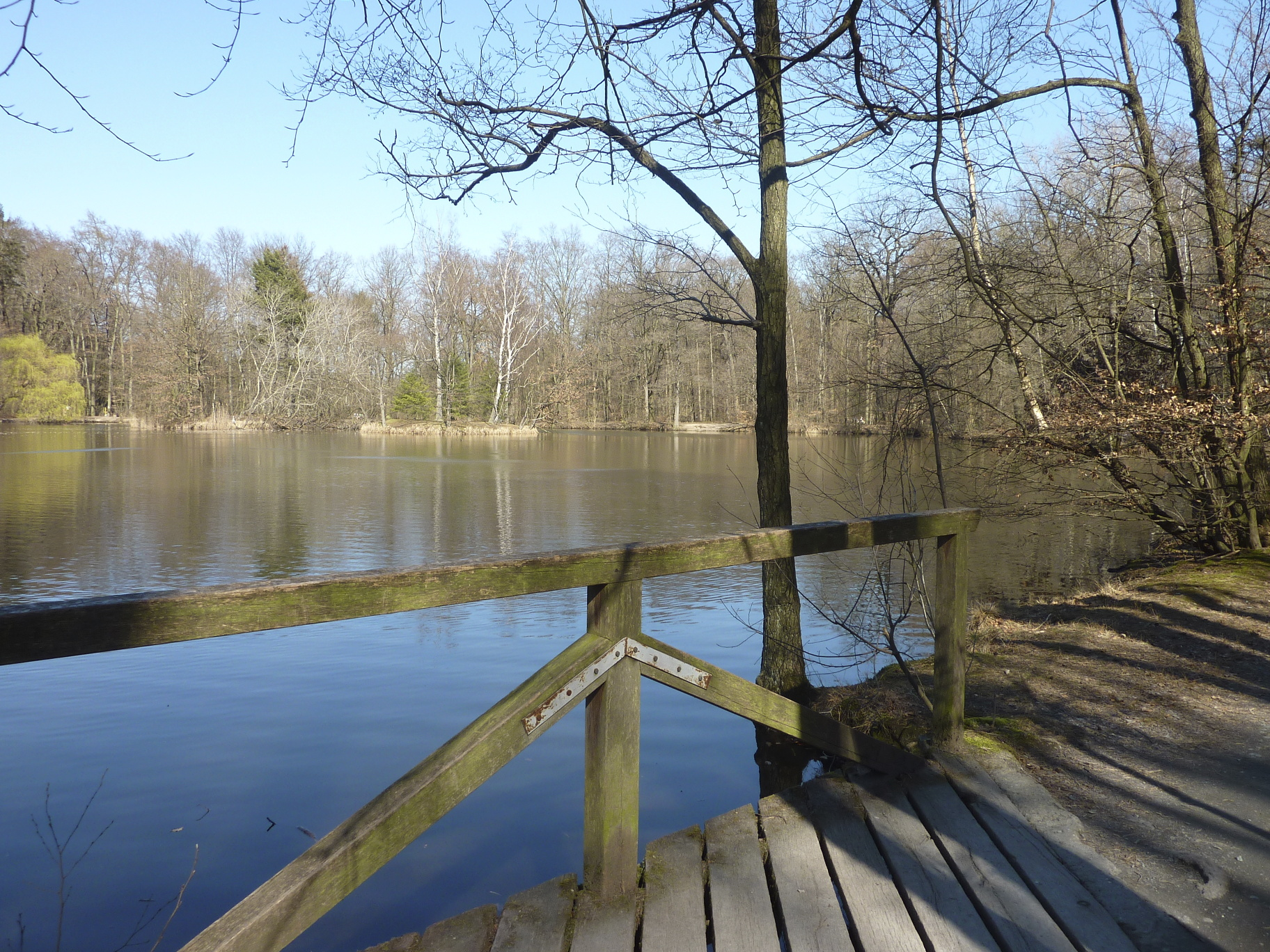

50°04′47″N 8°43′52″E / 50.079763°N 8.73123°E
毛恩岑魏爾湖（德語：Maunzenweiher），是德國的湖泊，位於該國中部，由黑森州負責管轄，處於美因河畔法蘭克福，長0.17公里，面積2平方公里，平均水深1.5米。